# Подшкле (Малопольське воєводство)
Подшкле (пол. Podszkle) — село в Польщі, у гміні Чорний Дунаєць Новотарзького повіту Малопольського воєводства.
Населення — 837 осіб (2011).
У 1975-1998 роках село належало до Новосондецького воєводства.

## Демографія
Демографічна структура станом на 31 березня 2011 року:
|          | Загалом | Допрацездатний вік | Працездатний вік | Постпрацездатний вік |
| -------- | ------- | ------------------ | ---------------- | -------------------- |
| Чоловіки | 426     | 97                 | 286              | 43                   |
| Жінки    | 411     | 97                 | 237              | 77                   |
| Разом    | 837     | 194                | 523              | 120                  |